# Герб Вилкова
Герб Вилкова — герб города Вилково Одесской области Украины. За время своей истории Вилково дважды получал официальный герб.

## Герб румынского периода

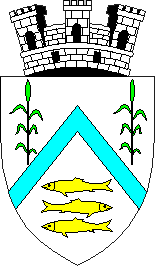
Герб румынского периода

Утверждён в 1932 году. В серебряном поле — лазоревое стропило, под которым — три золотые рыбы, а сверху по краям — два зелёных стебля камыша. Щит увенчан серебряной городской короной с тремя башенками. Действовал до перехода города под советскую юрисдикцию в 1940 году, после чего был отменён.

## Герб советского периода
Утверждён 12 ноября 1987 года решением № 209 исполнительного комитета городского совета, используется на май 2006 г. В золотом щите — чёрный нос лодки рассекает лазурные волны. Справа пять серебряных рыб, а слева — зелёные деревья на острове. Над носом — золотая казацкая сабля и трубка. В вершине щита — серебряное название города. Герб символизирует островное расположение города и рыбный промысел, а также казачье прошлое. Автор — В. Вершинин.